# Apiogaster similis
Apiogaster similis là một loài bọ cánh cứng trong họ Cerambycidae.